# Roy Hinson
Roy Manus Hinson Jr. (nacido el 2 de mayo de 1961 en Trenton, Nueva Jersey) es un exjugador de baloncesto estadounidense que disputó 8 temporadas de la NBA. Con 2,05 metros de estatura, jugaba en la posición de Ala-Pívot.

## Trayectoria deportiva

### Universidad
Jugó durante cuatro temporadas con los Scarlet Knights de la Universidad Rutgers, en las que promedió 12,8 puntos y 7,2 rebotes por partido.

### Profesional
Fue elegido en la vigésima posición del 1983 por Cleveland Cavaliers, siendo titular en su primera temporada en 61 de los 80 partidos que disputó. A pesar de ello, y debido a su problema con las faltas personales que arrastró a lo largo de toda su carrera, únicamente promedió 5,5 puntos y 6,2 rebotes por encuentro. Mejoró notablemente en sus dos siguientes campañas, llegando a promediar en la temporada 1985-86, la mejor de su carrera, 19,6 puntos y 7,8 rebotes, además de 1,4 tapones por partido, siendo el líder de su equipo en estos dos últimos aspectos, y el segundo mejor anotador tras World B. Free.
Antes del comienzo de la siguiente temporada fue traspasado a Philadelphia 76ers a cambio de una primera ronda del Draft de la NBA de 1986, que resultó ser el número uno del mismo, Brad Daugherty. En los Sixers su rendimiento bajó, un tanto eclipsado por las estrellas del equipo, Julius Erving y Charles Barkley, acabando su çunico año completo en el equipo con 13,9 puntos y 6,4 rebotes por noche. Mediada la temporada 1987-88 fue traspasado, junto con Tim McCormick y una segunda ronda del draft a New Jersey Nets, a cambio de Ben Coleman y Mike Gminski.
Comenzó su nueva andadura a gran nivel, promediando 16 puntos por partido en su primera temporada con los Nets, pero al año siguiente una lesión hizo que se perdiera más de la mitad de la campaña, arrastrándola al año siguiente, donde únicamente pudo disputar nueve partidos, en los que tan solo promedió 4,6 puntos y 2,1 rebotes. Al año siguiente fue traspasado junto con Mookie Blaylock a Atlanta Hawks a cambio de Rumeal Robinson, pero decidió retirarse antes del comienzo de la temporada. En el total de su carrera promedió 14,2 puntos y 6,8 rebotes por partido.

## Estadísticas de su carrera en la NBA

### Temporada regular
| Temp.   | Edad | Equipo       | Liga  | P   | TIT | MIN  | TC  | TCA  | %TC  | 3P  | 3PA | %3P  | TL  | TLA | %TL  | R.OF. | R.DEF. | REB | ASIS | ROB | TAP | PER | FP  | PTS  |
| 1983-84 | 22   | Cleveland    | NBA   | 80  | 61  | 23.2 | 2.3 | 4.6  | .496 | 0.0 | 0.0 |      | 0.9 | 1.5 | .590 | 2.2   | 4.1    | 6.2 | 0.9  | 0.4 | 1.8 | 1.4 | 3.8 | 5.5  |
| 1984-85 | 23   | Cleveland    | NBA   | 76  | 75  | 30.8 | 6.1 | 12.2 | .503 | 0.0 | 0.0 | .000 | 3.6 | 4.9 | .721 | 2.4   | 5.4    | 7.8 | 0.9  | 0.7 | 2.3 | 2.3 | 4.1 | 15.8 |
| 1985-86 | 24   | Cleveland    | NBA   | 82  | 82  | 34.6 | 7.6 | 14.2 | .532 | 0.0 | 0.0 | .000 | 4.4 | 6.2 | .719 | 2.0   | 5.8    | 7.8 | 1.2  | 0.8 | 1.4 | 2.3 | 3.9 | 19.6 |
| 1986-87 | 25   | Philadelphia | NBA   | 76  | 58  | 32.8 | 5.2 | 10.8 | .478 | 0.0 | 0.0 | .000 | 3.6 | 4.7 | .758 | 2.0   | 4.4    | 6.4 | 0.8  | 0.6 | 2.1 | 2.0 | 3.7 | 13.9 |
| 1987-88 | 26   | TOTAL        | [NBA] | 77  | 57  | 33.7 | 5.9 | 12.1 | .487 | 0.0 | 0.0 | .000 | 3.5 | 4.6 | .775 | 2.1   | 4.6    | 6.7 | 1.3  | 0.9 | 1.8 | 2.2 | 3.6 | 15.3 |
| 1987-88 | 26   | Philadelphia | NBA   | 29  | 10  | 29.1 | 4.2 | 9.4  | .452 | 0.0 | 0.0 | .000 | 3.1 | 4.3 | .718 | 1.8   | 4.0    | 5.8 | 0.9  | 0.8 | 2.3 | 2.2 | 3.1 | 11.6 |
| 1987-88 | 26   | New Jersey   | NBA   | 48  | 47  | 36.4 | 6.9 | 13.7 | .502 | 0.0 | 0.0 | .000 | 3.8 | 4.7 | .806 | 2.2   | 5.0    | 7.3 | 1.5  | 0.9 | 1.5 | 2.2 | 3.9 | 17.6 |
| 1988-89 | 27   | New Jersey   | NBA   | 82  | 39  | 31.0 | 6.0 | 12.5 | .482 | 0.0 | 0.0 | .000 | 3.9 | 5.1 | .757 | 1.9   | 4.5    | 6.4 | 0.9  | 0.4 | 1.5 | 2.0 | 3.6 | 16.0 |
| 1989-90 | 28   | New Jersey   | NBA   | 25  | 19  | 31.7 | 5.8 | 11.4 | .507 | 0.0 | 0.0 |      | 3.4 | 4.0 | .869 | 2.4   | 4.4    | 6.9 | 0.9  | 0.6 | 1.1 | 2.1 | 3.5 | 15.0 |
| 1990-91 | 29   | New Jersey   | NBA   | 9   | 0   | 10.1 | 2.2 | 4.3  | .513 | 0.0 | 0.0 |      | 0.1 | 0.3 | .333 | 0.7   | 1.4    | 2.1 | 0.4  | 0.0 | 0.3 | 0.7 | 1.6 | 4.6  |
| Total   |      |              | NBA   | 507 | 391 | 30.7 | 5.5 | 11.0 | .499 | 0.0 | 0.0 | .000 | 3.3 | 4.4 | .741 | 2.1   | 4.7    | 6.8 | 1.0  | 0.6 | 1.7 | 2.0 | 3.7 | 14.2 |

### Playoffs
| Temp.   | Edad | Equipo       | Liga | P | MIN | TCA | TC  | 3PA | 3P | TLA | TL | R.OF. | REB | ASIS | ROB | TAP | PER | FP | PTS | %TC  | %3P | %FT  | MIN  | PTS  | REB | AST |
| 1984-85 | 23   | Cleveland    | NBA  | 4 | 120 | 26  | 48  | 0   | 0  | 15  | 23 | 10    | 30  | 3    | 3   | 9   | 8   | 18 | 67  | .542 |     | .652 | 30.0 | 16.8 | 7.5 | 0.8 |
| 1986-87 | 25   | Philadelphia | NBA  | 5 | 159 | 31  | 52  | 0   | 0  | 24  | 38 | 6     | 23  | 3    | 4   | 10  | 2   | 18 | 86  | .596 |     | .632 | 31.8 | 17.2 | 4.6 | 0.6 |
| Total   |      |              | NBA  | 9 | 279 | 57  | 100 | 0   | 0  | 39  | 61 | 16    | 53  | 6    | 7   | 19  | 10  | 36 | 153 | .570 |     | .639 | 31.0 | 17.0 | 5.9 | 0.7 |